# Fritz-Julius Lemp
Fritz-Julius Lemp, född 19 februari 1913 i Qingdao i Kina, död 9 maj 1941 på Nordatlanten, var en tysk sjömilitär.
Fritz Julius Lemp genomgick officersutbildning i den tyska flottan 1931-33. Han påbörjade ubåtsutbildning i april 1935 och placerades på U-28 i oktober 1938. Han blev i november 1938 befälhavare på ubåten U-30 och senare på U-110. Han var, sannolikt efter att ha underlåtit att identifiera fartyget, skyldig till sänkningen av passagerarfartyget Athenia mot stående order vid utbrottet av andra världskriget. Han undgick att ställas till svars för detta, men anses heller inte blivit normalt befordrad under sin fortsatta karriär.

## Sänkningen av S/S Athenia
Huvudartikel: Sänkningen av S/S Athenia
Fritz-Julius Lemp var befälhavare över U-30 mellan november 1938 och september 1940. U-30:s torpedering av S/S Athenia den 3 september 1939 blev den första tyska fartygssänkningen i kriget mellan Storbritannien och Tyskland. Trots en på många sätt lyckosam räddningsaktion till sjöss, i vilken också Axel Wenner-Grens yacht Southern Cross deltog, dog 98 passagerare och 19 besättningsmän. Lemp hade av allt att döma inte identifierat Athenia med erforderlig noggrannhet, utan trott att hon var ett beväpnat handelsfartyg. Lemp inledde omedelbart en tysk mörkläggningsaktion genom att inte rapportera torpederingen till högkvarteret och avsvära besättningen tystnad. Han seglade också direkt iväg från torpederingsplatsen utan att göra försök att rädda överlevande, efter det att ubåtsbesättningen upptäckt att de torpederat ett det civila passagerarfartyget Athenia.
Efter återkomst till basen senare i september fick han förklara händelsen för chefen för ubåtskommandot Karl Dönitz och därefter för flottchefen Erich Raeder i Berlin. Dessa och regeringen fortsatte mörkläggningen av torpederingen, och Lemp undgick att utsättas för disciplinära åtgärder

## U-110

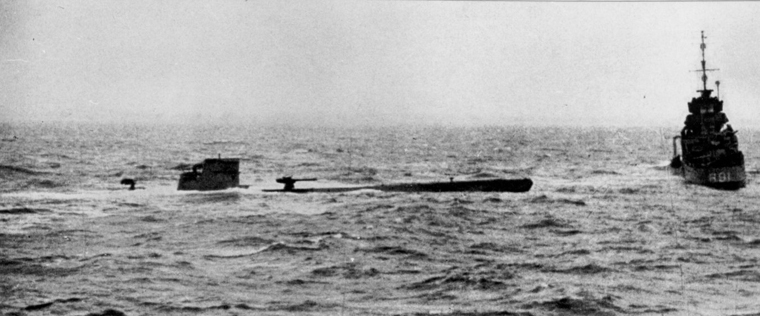
U-110 och HMS Bulldog 9 maj 1941

Lemb fick befäl över U-110 i november 1940. U-110 blev sjunkbombad den 9 maj 1941 utanför Island, tvingades upp till ytan och blev där beskjuten av de brittiska jagarna Bulldog och Broadway, den amerikanska jagaren Hunt och den brittiska korvetten Aubretia. Besättningen lämnade det skadade fartyget efter det att den öppnat ventiler och apterat sprängmedel. Sprängmedlen utlöstes dock inte, och fartyget sjönk inte omgående.
Detta gav möjlighet för en brittisk bordningsgrupp från HMS Bulldog att komma ombord på U-110 och beslagta fartygets Enigmakrypteringsmaskin, kodnycklarna och andra hemliga dokument anses ha varit avgörande för att de allierade skulle få bukt med de tyska ubåtsattackerna.
34 av U-110;s besättning räddades av de allierade örlogsmännen, dock ej Lemp. Den officiella brittiska förklaringen är att Lemp drunknade, när han, efter att upptäckt att sprängsatserna inte skulle detonera, simmat tillbaka mot ubåten för att rätta till detta misstag.

## Övrigt
U-30 under befäl av Fritz-Julius Lemp fick in en träff på det brittiska slagskeppet Barham den 28 december 1939, med allvarliga skador som följd. Den 9 augusti 1940 sänkte U-30 det svenska lastfartyget M/S Canton. Sammanlagt var Lemp ansvarig för sänkningar av 19 handelsfartyg och ett krigsfartyg.